# Márványos pereszke
A márványos pereszke (Lepista panaeolus) a pereszkefélék családjába tartozó, Európában, Észak-Amerikában és Új-Zélandon honos, réteken, legelőkön élő, ehető gombafaj.

## Megjelenése
A márványos pereszke kalapja 2-8 (11) cm széles, alakja fiatalon domború, majd hamar laposan kiterül, közepe benyomottá válik. Felülete csupasz, sima. Széle kissé halványabb, sokáig behajló marad, idősen hullámos, esetenként röviden bordás. Színe sötét bőrszínű, barnásszürkés, gyakran sötétebb, körkörösen vagy szórtan elhelyezkedő, márványszerű foltokkal. Száraz időben egyszínűre kifakul, világosszürkés lesz. 
Húsa tömör, viszonylag vastag, színe eleinte fehéres, később halványbarnás. Gyengén lisztszagú, lisztízű; idősen íze és szaga kellemetlen lesz. 
Lemezei foggal tönkhöz nőttek vagy kissé lefutók. Színük fehéres, szürkésokkeres, idősen rózsásbarnás.
Tönkje 4-8 cm magas és 1-2 cm vastag. Kissé excentrikusan helyezkedik el. Színe a kalapéhoz hasonló, csak halványabb. Felülete hosszirányban szálas-deres.
Spórapora rózsaszínes-barnás. Spórájának mérete 4,5-6,5 x 5-4 μm, elliptikus alakú, apró szemölcsökkel érdesített.

### Hasonló fajok
Hasonlít hozzá a parfümszagú illatos pereszke (Lepista irina), vagy a lágypereszkék (Melanoleuca fajok), amelyek inkább erdőben nőnek és kalapjuk púpos.

## Elterjedése és termőhelye
Európában, Észak-Amerikában és Új-Zélandon honos. Magyarországon gyakori. 
Réteken, legelőkön, tisztásokon, füves területeken él, ahol a talaj nitrogénben gazdag. Néha előfordul akácosokban és hegyvidékeken is. Szeptembertől novemberig terem.

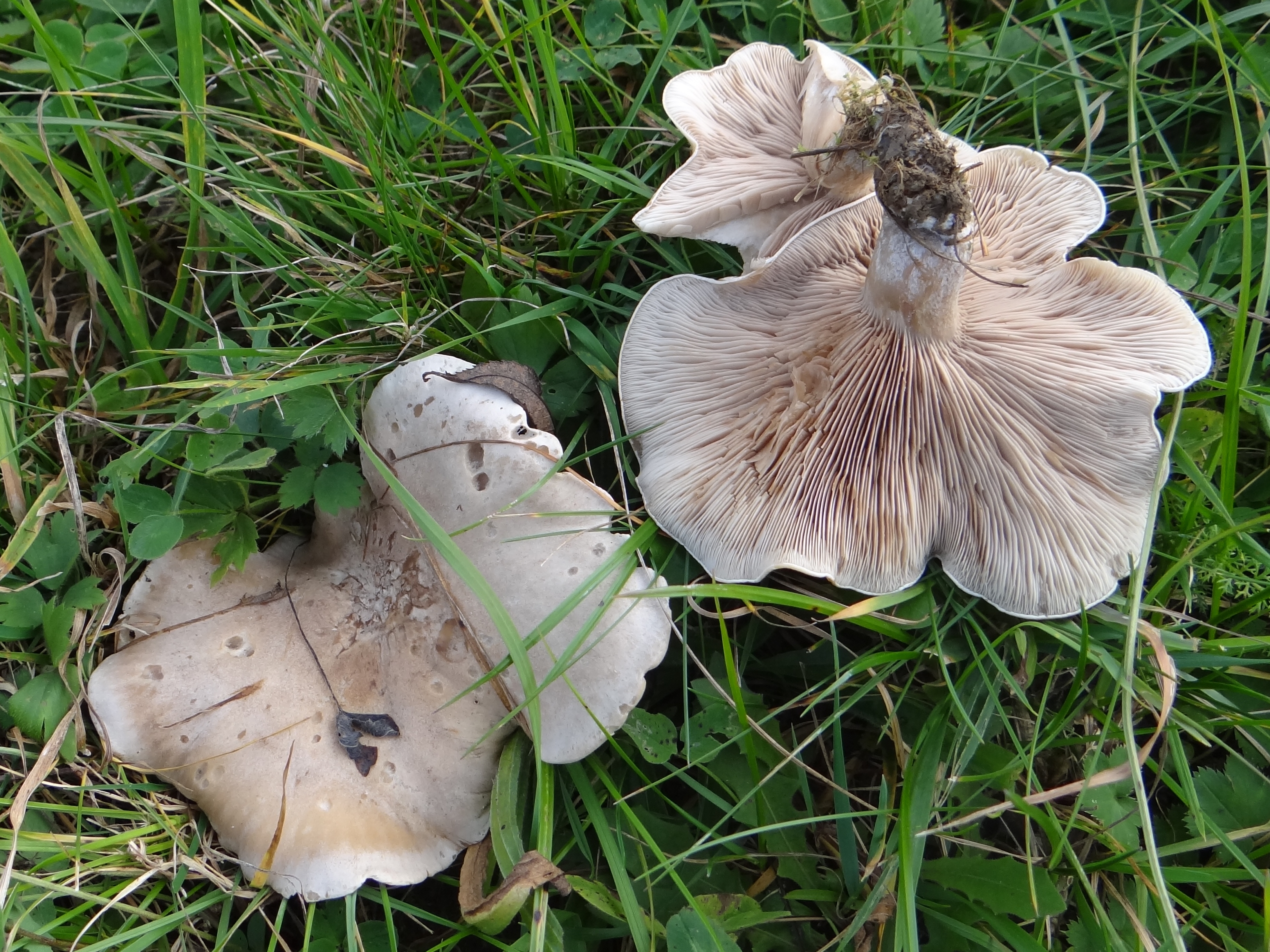
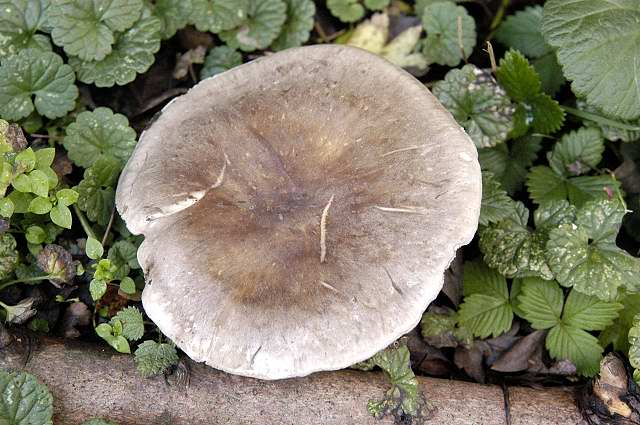
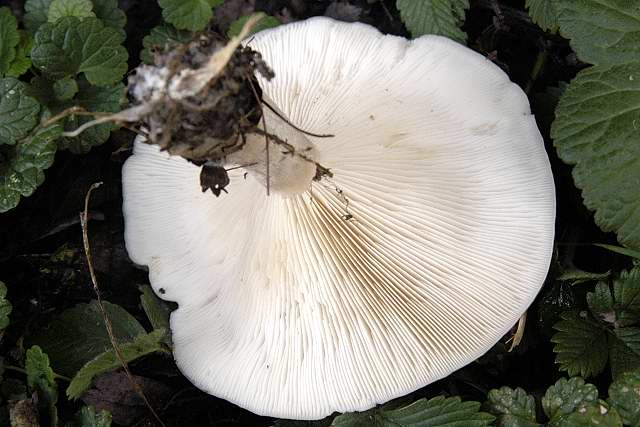
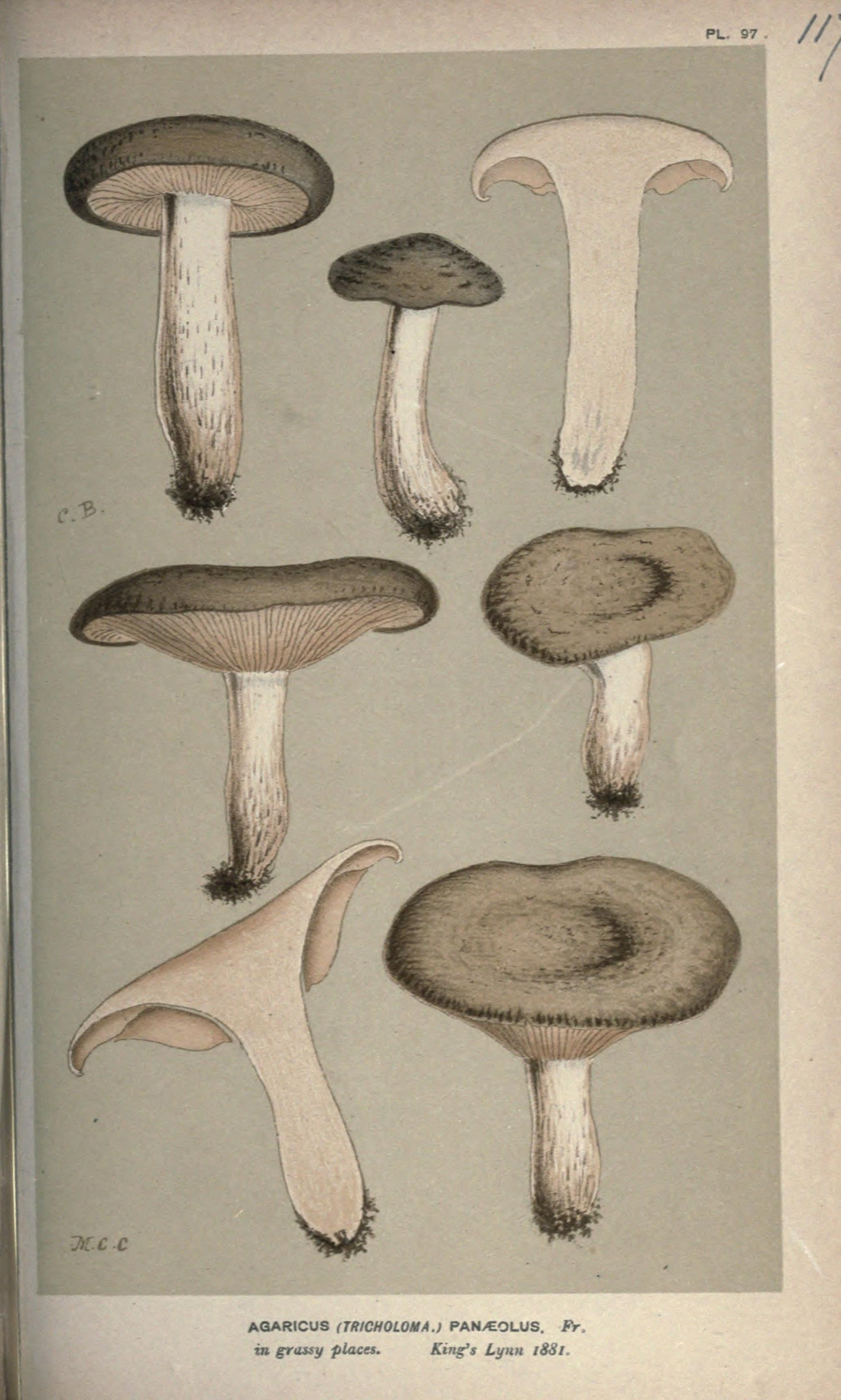

Ehető, de nem túl ízletes gomba.